# 阿斯平賈
41°34′24″N 43°15′00″E / 41.57333°N 43.25000°E

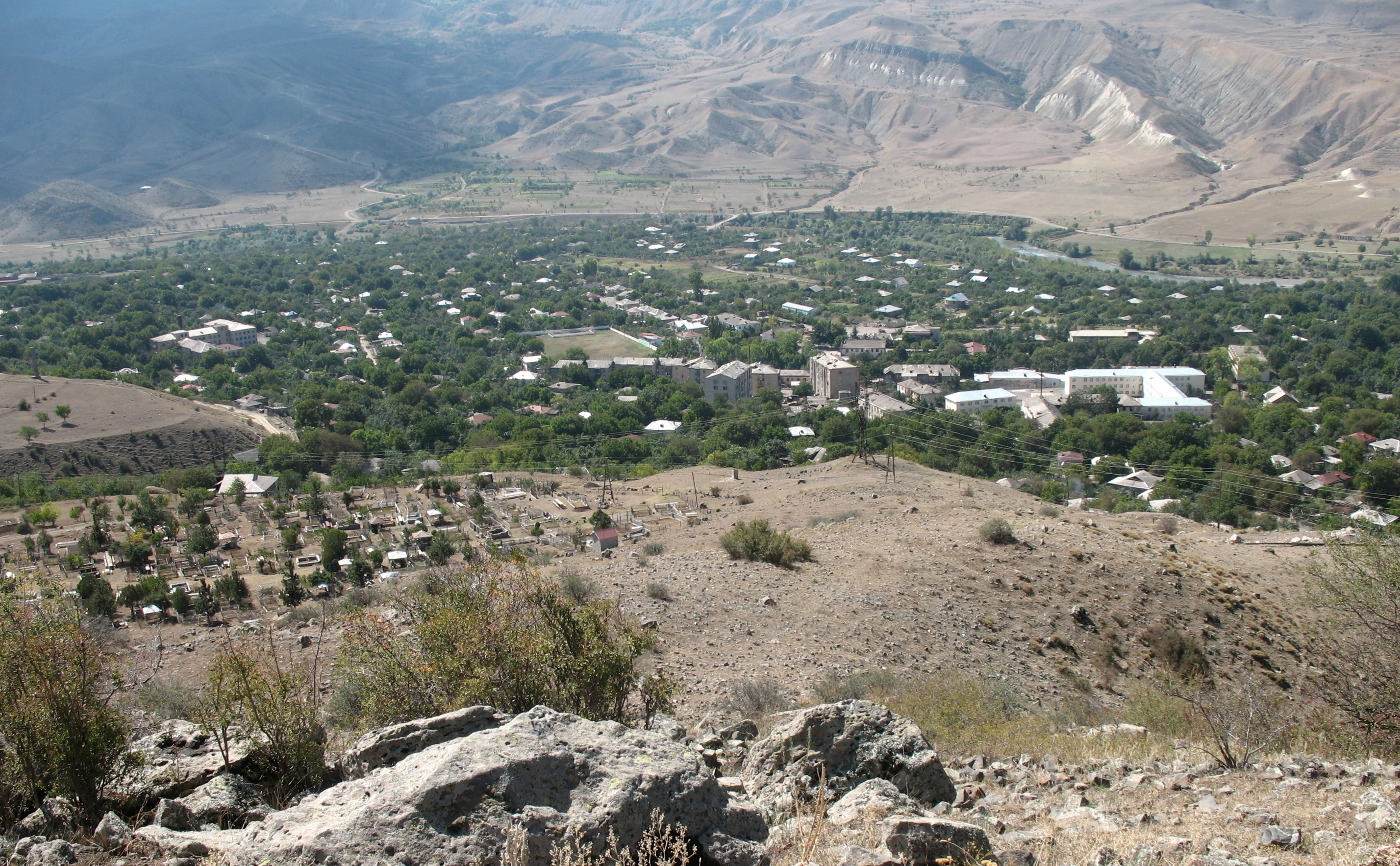
阿斯平賈

阿斯平賈，是格魯吉亞南部薩姆茨赫-賈瓦赫蒂大区阿斯平賈市鎮的城鎮及其行政中心。海拔高度1,090米，2014年人口数量为2,793人。